# Europejskie pakty regionalne
Europejskie pakty regionalne – bloki państw Europy Środkowo-Wschodniej zawiązane w okresie międzywojennym.
- Mała Ententa – zainicjowane w latach 1920-1921 porozumienie między Rumunią, Czechosłowacją i Królestwem Serbów, Chorwatów i Słoweńców. Jego głównym zadaniem była obrona postanowień traktatu z Trianon w celu przeciwstawienia się rewizjonizmowi węgierskiemu oraz niedopuszczenie do powrotu Habsburgów na tron. Początkowo zbliżenie opierało się na traktatach bilateralnych, jednak na przełomie lat 20. i 30. XX wieku doszło do podpisania serii porozumień zapowiadających wzmocnienie współpracy. 16 lutego 1933 podpisano Pakt Organizacyjny Małej Ententy, postanowiono też o utworzenie Stałej Rady Małej Ententy oraz Rady Gospodarczej Małej Ententy. Współpraca między państwami została ograniczona w związku z powstaniem Ententy Bałkańskiej, względnie słabą pozycją Węgier oraz niechęcią wobec zaciągania zobowiązań przeciwko innym państwom trzecim.
- Protokół Litwinowa z 1929
- Ententa Bałkańska – ugrupowanie powstałe na mocy podpisanego 9 lutego 1934 Paktu porozumienia bałkańskiego zrzeszające Rumunię, Jugosławię, Turcję i Grecję. Początkowo Ententa Bałkańska miała charakter antyfaszystowski, jej zadaniem było także podtrzymywanie terytorialnego status quo na Bałkanach. Współpraca pomiędzy sygnatariuszami paktu osłabła po zmianie kursu jugosłowiańskiej polityki zagranicznej na proniemiecki.
- Ententa Bałtycka – porozumienie litewsko-łotewsko-estońskie, oparte głównie na zawartym 12 września 1934 w Genewie Pakcie Bałtyckim. Na jego mocy organizowano periodyczne konferencje ministrów spraw zagranicznych. Przeszkodą w zacieśnieniu współpracy okazało się łagodniejsze od łotewskiego i estońskiego postrzeganie przez Litwę kwestii związanych z zagrożeniem radzieckim oraz dystansowanie się Łotwy i Estonii od konfliktu polsko-litewskiego i kwestii Kłajpedy.